# 참여적 디자인
참여적 디자인(Participatory design), 협력적 디자인(co-operative design), 공동 디자인(co-design)은 결과가 자신의 의도에 부합하는지 확인하기 위해 디자인 프로세스에 모든 이해관계자(예: 직원, 파트너, 고객, 시민, 최종 사용자)를 적극적으로 참여시키려는 디자인 접근 방식이다. 참여적 디자인은 디자인의 과정과 절차에 초점을 맞춘 접근 방식이지 디자인 스타일이 아니다. 이 용어는 소프트웨어 디자인, 도시 디자인, 건축, 조경 건축, 제품 디자인, 지속 가능성, 그래픽 디자인, 계획 및 주민과 사용자의 문화적, 정서적, 영적 및 환경에 보다 반응하고 적절한 환경을 만드는 방법으로서의 의료 서비스 개발 실제적 요구 등 다양한 분야에서 사용된다. 이는 장소 만들기(placemaking)에 대한 한 가지 접근 방식이기도 하다.
최근 연구에 따르면 디자이너는 스스로 아이디어를 만들 때보다 다른 사람과 함께 공동 디자인 환경에서 작업할 때 더 혁신적인 컨셉과 아이디어를 창출할 수 있는 것으로 나타났다. 기업은 점점 더 새로운 제품 아이디어를 창출하기 위해 사용자 커뮤니티에 의존하고 이를 더 넓은 소비자 시장에 "사용자 설계" 제품으로 마케팅한다. 적극적으로 참여하지는 않지만 이러한 사용자 중심 접근 방식을 관찰하는 소비자는 디자이너가 주도하는 제품보다 해당 회사의 제품을 선호하는 것으로 나타났다. 이러한 선호는 사용자 중심 철학을 채택한 기업에 대한 향상된 동일시, 소비자가 디자인 프로세스에 간접적으로 참여함으로써 권한 부여를 경험하고 기업 제품에 대한 선호로 이어지는 데 기인한다. 특히 인구통계나 전문성 측면에서 소비자가 참여 사용자와 다르다고 느끼면 그 효과는 약해진다. 또한, 사용자 중심 기업이 완전히 포용적이지 않고 선택적으로만 사용자 참여에 개방적인 경우, 소비자 관찰은 사회적으로 포함된 느낌을 받지 못해 식별된 선호도를 약화시킬 수 있다.
참여적 디자인은 다양한 환경과 규모에서 사용되어 왔다. 일부의 경우 이러한 접근 방식은 사용자 권한 부여 및 민주화라는 정치적 차원을 갖는다. 다른 사람들에게는 디자이너의 디자인 책임과 혁신을 폐지하는 방법으로 간주된다.
1960년대와 1970년대 스칸디나비아의 몇몇 국가에서는 참여적 디자인이 노동조합과의 협력에 뿌리를 두고 있었다. 그 조상에는 행동 연구와 사회 기술적 설계도 포함된다.

## 같이 보기
- 컴퓨터 보조 공동 작업
- 디자인 싱킹
- 퍼머컬처
- 공공 참여
- 서비스 디자인
- 사용자 혁신